# Пиниси

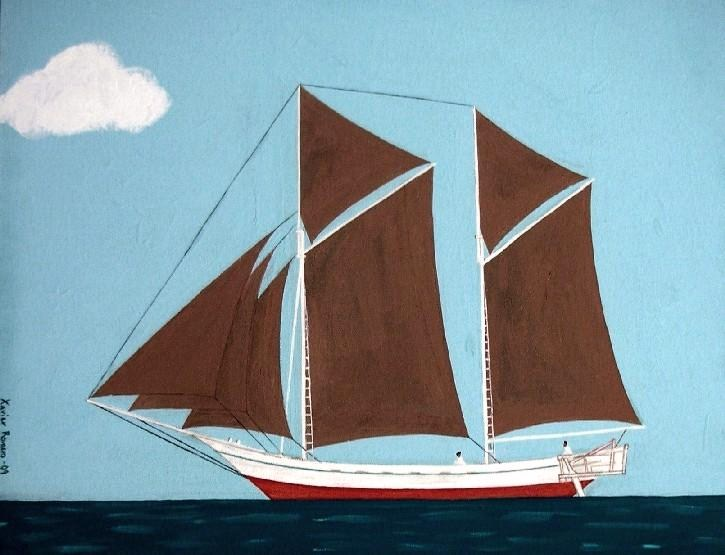
Рисунок пиниси.

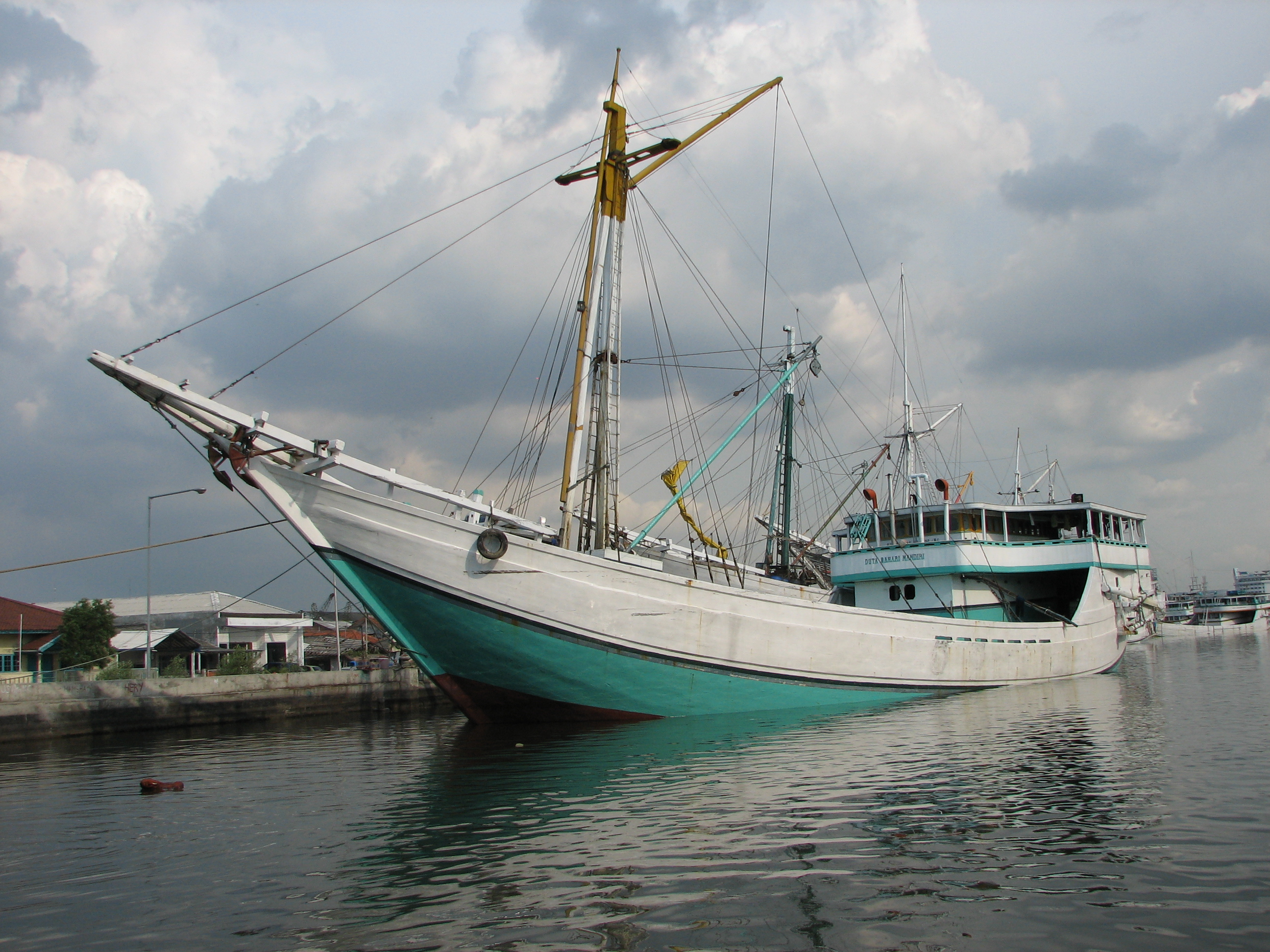
Современный моторизованный вариант.

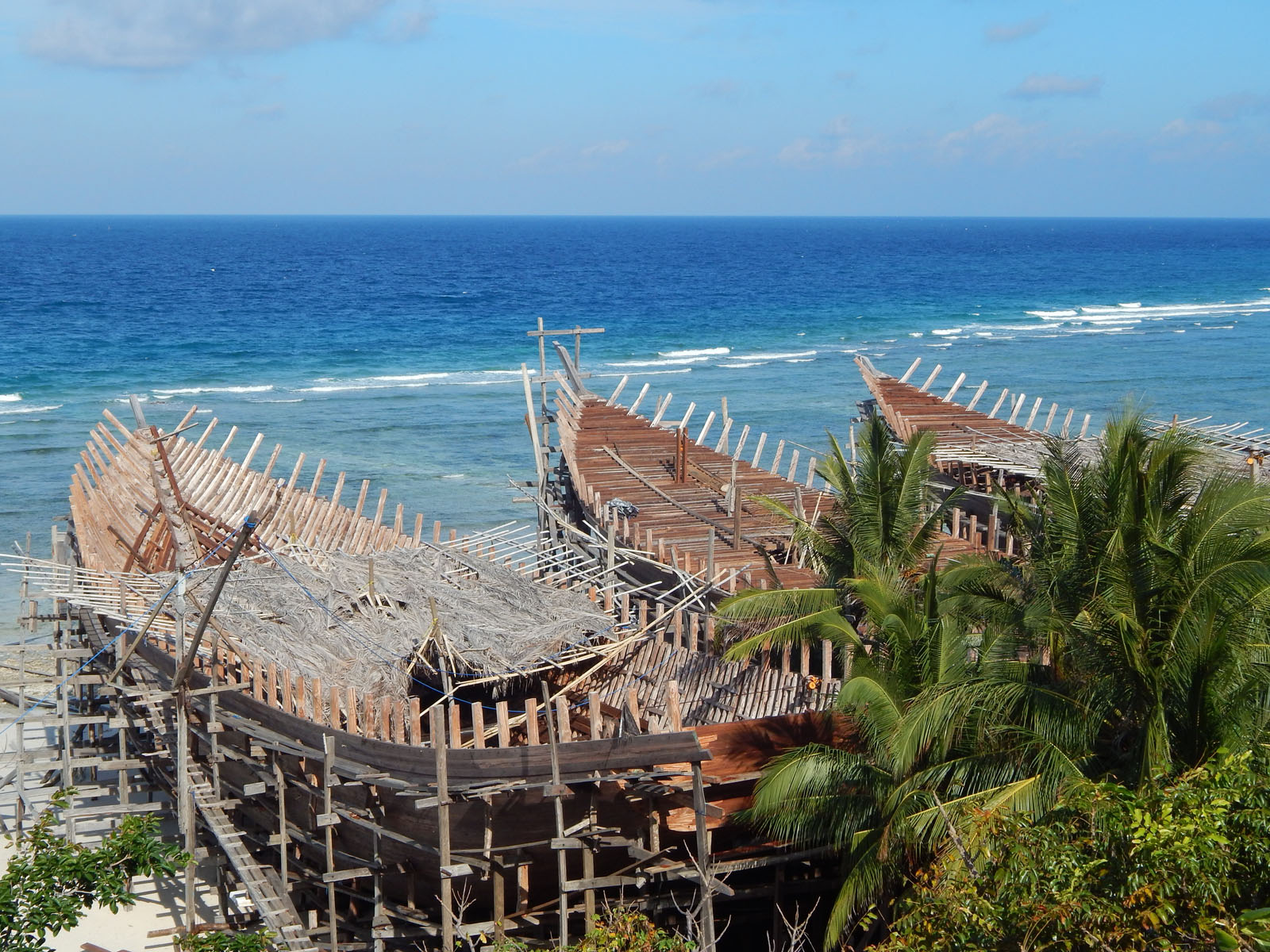
Корпуса пиниси на завершающем этапе строительства. В корпуса вставлены шпангоуты, у двух корпусов справа установлены палубные бимсы.

Пини́си — традиционное индонезийское двухмачтовое парусное судно. Их постройкой в основном занимались в округе Булукумба Южного Сулавеси. В настоящее время пиниси используются во внутренних заливах, водоёмах и реках индонезийского архипелага для перевозки грузов, пассажиров, рыболовства и туризма.
Жители Индонезии на этих судах ходили до Бирмы, Филиппин и Вьетнама, и даже достигали берегов австралийского континента. Исследователи считают, что пиниси могли достигать и побережья Мадагаскара.

## Конструкция
Корпус пиниси напоминает доу и может быть от 20 до 35 м в длину и до 350 тонн по водоизмещению. Строится он начиная с обшивки, причём доски соединяются при помощи круглых деревянных шипов; шпангоуты вставляются в уже готовый корпус на завершающим этапе строительства. Для создания корпуса традиционной пиниси индонезийские кораблестроители (по-местному их именуют пунггава) обычно используется разновидность т. н. железного дерева — kayu besih. Шпангоуты таких парусников выполняются из местной разновидности красного дерева, а палуба — из тика. Парусное вооружение состоит из косых парусов выполнено по типу шхуны, поскольку передняя мачта (грот) выше задней (бизань), кеча. При этом гафели обеих мачт не опускаются и могут служить стрелой для подъема грузов в порту, а рифы парусов тянут их к мачтам, при этом весь парус смещается как задёргиваемая занавеска. Мачты могут достигать до 30 м высоты и часто делаются Λ-образными из двух расходящихся у палубы бревен и сходящихся сверху.

## Интересные факты
Изображения пиниси на банкноте в 100 рупий, свидетельствует о том, насколько были и остаются важны для жителей Индонезии эти лодки.
При постройке пиниси в киль будущей лодки закладывают особое ритуальное блюдо — онде-онде, в состав которого входят рисовая мука, кокосовая стружка и пальмовый сахар. Это не удивительно- в сыром виде это блюдо тонет в воде, а в отваренном — остаётся на водной поверхности. Весь ритуал сопровождается жжением особых специй, которые привозятся из Мекки. В киль втирается капля крови курицы и петуха, по поверьям местных жителей это уберегает пиниси от злых духов. Выбрасывается в море срезанный кусок с киля, для того чтобы корабль смог «привыкнуть» к морской стихии.

## Типы пиниси
Существует два основных типа судна:
- Ламба (или ламбо) — судно с прямой кормой, сейчас часто снабжаются винтовыми двигателями.
- Пэлери — судно с искривлённой кормой. Перо руля расположено внутри габаритов корпуса. Как правило, размер этих судов меньше традиционных для обычных пиниси.